# نوووسلیانه
نوووسلیانه (به بلغاری: Novoselyane) یک منطقهٔ مسکونی در بلغارستان است که در شهرستان بوبف دل واقع شده‌است.